# 오제 히로유키

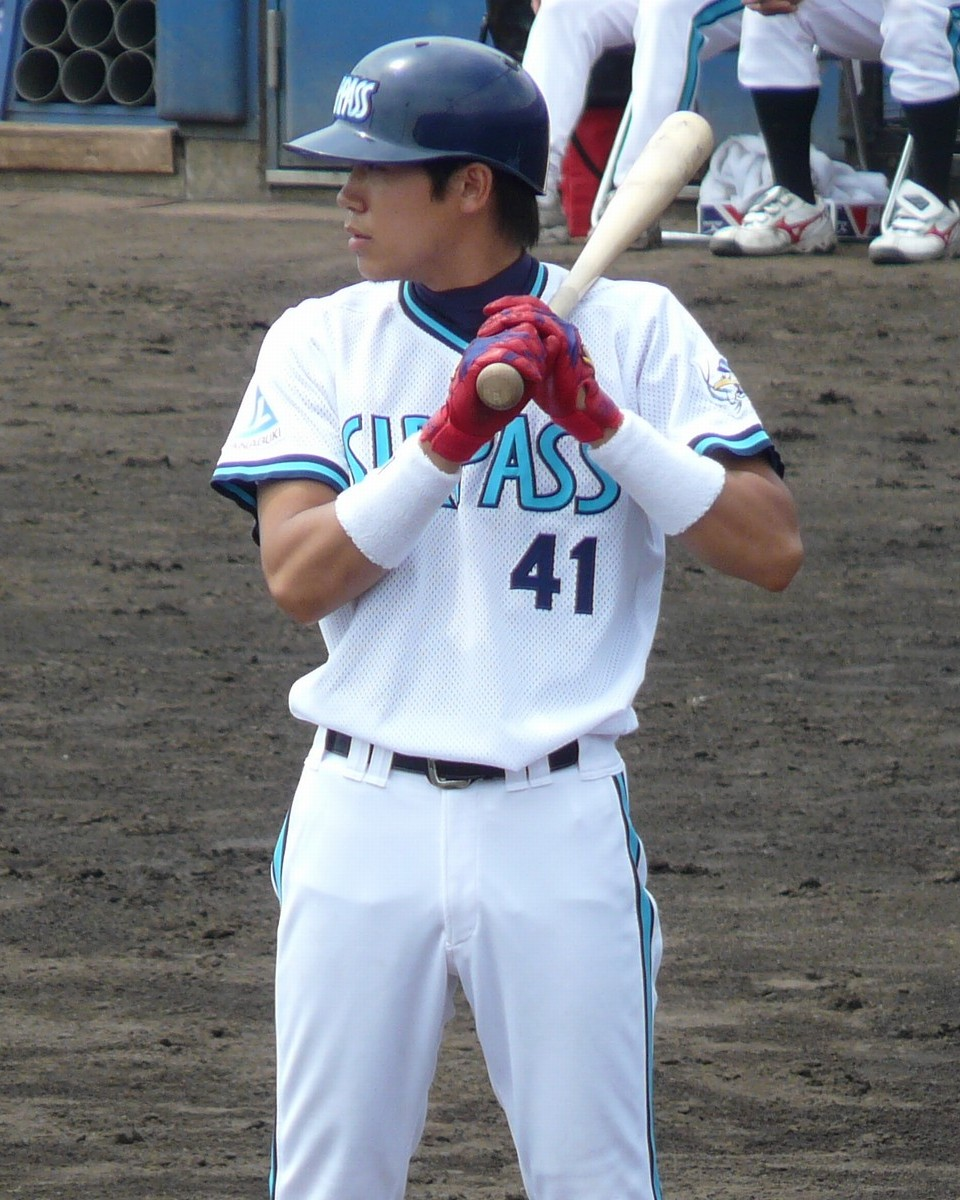
오제 히로유키

오제 히로유키 (小瀬 浩之, 1985년 9월 2일 ~ 2010년 2월 5일)는 일본의 야구 선수이며, 포지션은 외야수이다. 오사카부 다이토시 출생으로, 오릭스 버펄로스 소속으로 활동하였다.
긴키 대학을 졸업한 뒤 2008년 프로 무대에 데뷔해 그 해 타율 2할 6푼 2리를 기록했으며, 2009년에는 타율 3할 3리를 기록하는 등 유망주로서 좋은 활약을 펼쳤다. 2010년 2월 5일 오키나와현 미야코지마시에 위치한 소속팀의 스프링 트레이닝 숙소인 한 호텔에서 추락하여 사망하였다.
현역시절 등번호였던 41번은 사망 후 2019년까지 결번이었다.